# Xorides ephialtoides
Xorides ephialtoides är en stekelart som först beskrevs av Joseph Kriechbaumer 1882.  Xorides ephialtoides ingår i släktet Xorides och familjen brokparasitsteklar. Inga underarter finns listade i Catalogue of Life.